# Rhododendron vaniotii
Rhododendron vaniotii là một loài thực vật có hoa trong họ Thạch nam. Loài này được H. Lév. miêu tả khoa học đầu tiên năm 1914.